# Arcibiskupský palác v Olomouci
Arcibiskupský (dříve biskupský) palác v Olomouci je sídlem úřadů olomouckého arcibiskupství, sám arcibiskup v něm v současnosti nebydlí. Palác je nejrozsáhlejším rezidenčním objektem v historickém jádru města Olomouce a je chráněn jako kulturní památka České republiky.

## Historie

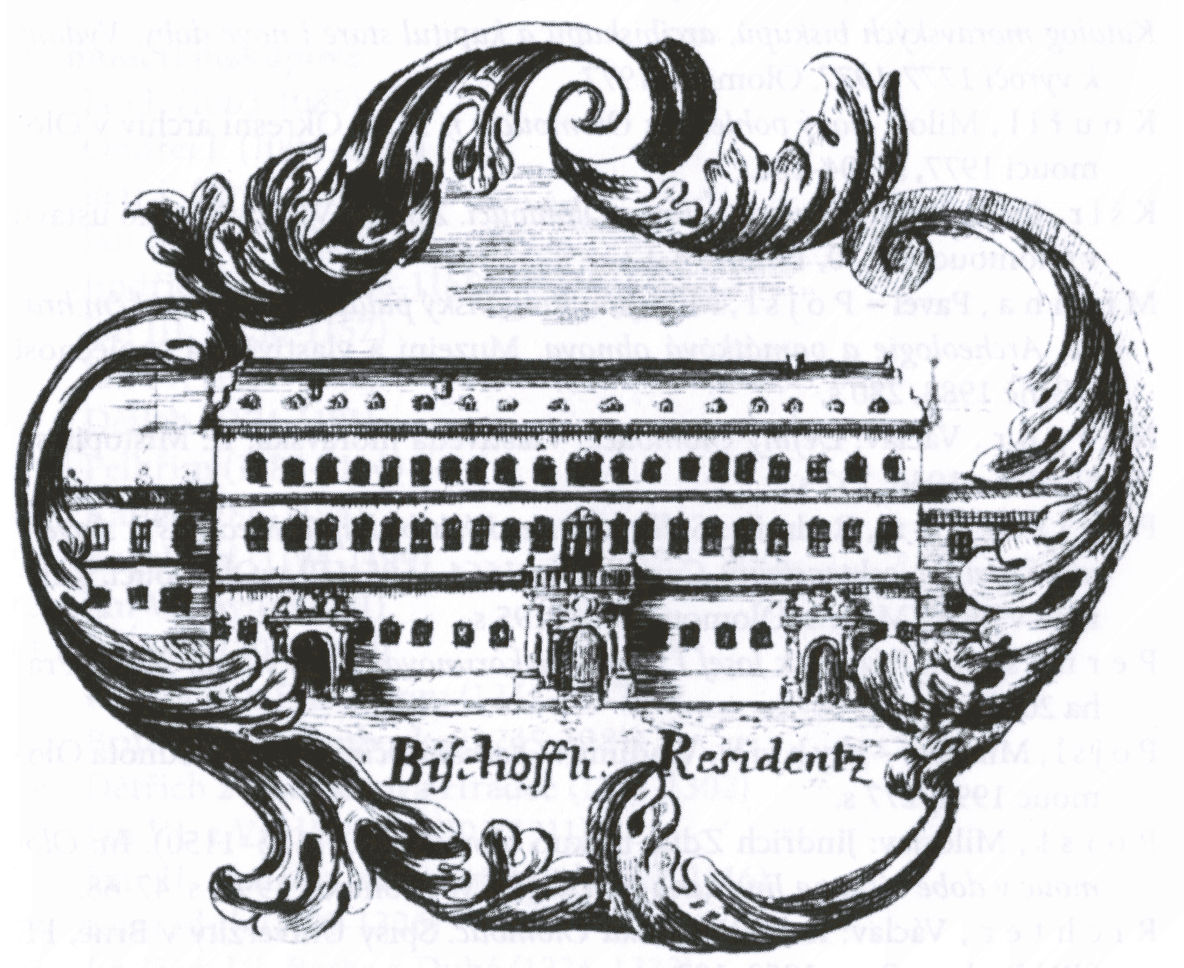
Biskupský palác v Olomouci na rytině z roku 1740

Arcibiskupský palác je v pořadí již čtvrtou rezidencí olomouckých biskupů a byl postaven jako původně renesanční palác biskupem Stanislavem Thurzem. Tento renesanční palác, dokončený biskupem Dubraviem a dále upravovaný biskupem Pavlovským na sklonku 16. století, byl zdevastován v průběhu třicetileté války, zejména během švédské okupace Olomouce v letech 1642–1650.
Až biskup Karel II. z Lichtenštejna-Kastelkornu po požáru v roce 1661 začal s barokní obnovu paláce v roce 1664 po svém nástupu na biskupský stolec. Opravy byly prováděny podle plánů císařského architekta Filiberta Luccheseho (1606–1666) a po jeho smrti Giovanniho Pietra Tencally olomouckými zednickými mistry Petrem Schüllerem a Melchiorem Thoneckem. Autorem štukové výzdoby interiérů je Baltazar Fontana, původní nástěnné malby, jejichž autory byli Carpoforo Tencalla a Innocenzo Cristoforo Monti se dochovaly pouze fragmentárně.  Na parkánu byla založena okrasná zahrada. Práce na přestavbě byly ukončeny až v roce 1685. V roce 1836 byl interiér rozšířen o tzv. Trůnní sál, na jehož projektu se podílel Antonín Arche. 
Svou dnešní podobu i výzdobu dostal palác po požáru roku 1904, kdy byl na popud kardinála Bauera restaurován a částečně přestavěn podle projektu Vladimíra Fischera v letech 1906––1910. Po důkladné rekonstrukci byl palác na jaře roku 2011 zpřístupněn veřejnosti jako prohlídkový objekt.
Historické události, které se odehrály v paláci:
- 1777 – biskupství bylo za velkého podílu Marie Terezie povýšeno na arcibiskupství
- 2. prosince 1848 – v tomto paláci abdikoval Ferdinand V. Dobrotivý a na trůn nastoupil císař František Josef I.
- 1850 – byla zde podepsána mírová dohoda mezi Ruskem, Pruskem a Rakouským císařstvím zvaná Olomoucká punktace
- 1947 – oslava obnovení Univerzity Palackého za účasti prezidenta Eduarda Beneše, který přespával v Zeleném salónku
- 90. léta 20. století – arcibiskupský palác navštívili Jan Pavel II. (20.–22. května 1995 u příležitosti svatořečení sv. Jana Sarkandra) a Václav Havel

## Popis
Komplex v řadové zástavbě tvoří dva podélné paláce, jejichž dvoupatrová křídla vytvářejí dvě nestejně velká  uzavřená nádvoří. Průčelí delší budovy s hlavním vchodem  směřuje na Biskupské náměstí, vedlejší budova pokračuje do úzké Wurmovy ulice. Protější parkánové křídlo nad městskými hradbami je orientováno do městského parku Bezručovy sady.
Dlouhá uliční fasáda má bohatě architektonicky členěné průčelí s 21 velkými okny do ulice a třemi portály. Střecha je sedlová, střední zvýšená část je ozdobena věžičkou. Hlavní vstup  je opatřen kamenným balkonovým portikem se znakem biskupa Lichtenštejna a letopočtem 1669. Ve střeše nad ním je štítový nástavec s hodinovým ciferníkem. Obdobné znaky i s pamětními nápisy  jsou nad portály při okrajích budovy. 
Ve vnitřní dispozici podtrhuje palácový charakter stavby reprezentativní schodiště a slavnostní sály. V interiéru se dochovala původní barokní štuková výzdoba místností.  

## Prohlídky a reprezentativní sály

### Prohlídky pro veřejnost
Ačkoliv bylo v minulosti možné reprezentační sály a jiné prostory arcibiskupského paláce po domluvě navštívit s průvodcem, plně se palác otevřel veřejnosti až po ukončení rekonstrukce prohlídkové trasy a zázemí návštěvníků v roce 2011. 
V současné době je palác otevřen veřejnosti především v běžné turistické sezoně jako většina kulturních památek v ČR a dále pak během mimořádných prohlídek a akcí (např. Noc kostelů, Dny evropského dědictví, adventní prohlídky apod.). Aktuální informace jsou na internetových stránkách paláce.

### Vstup

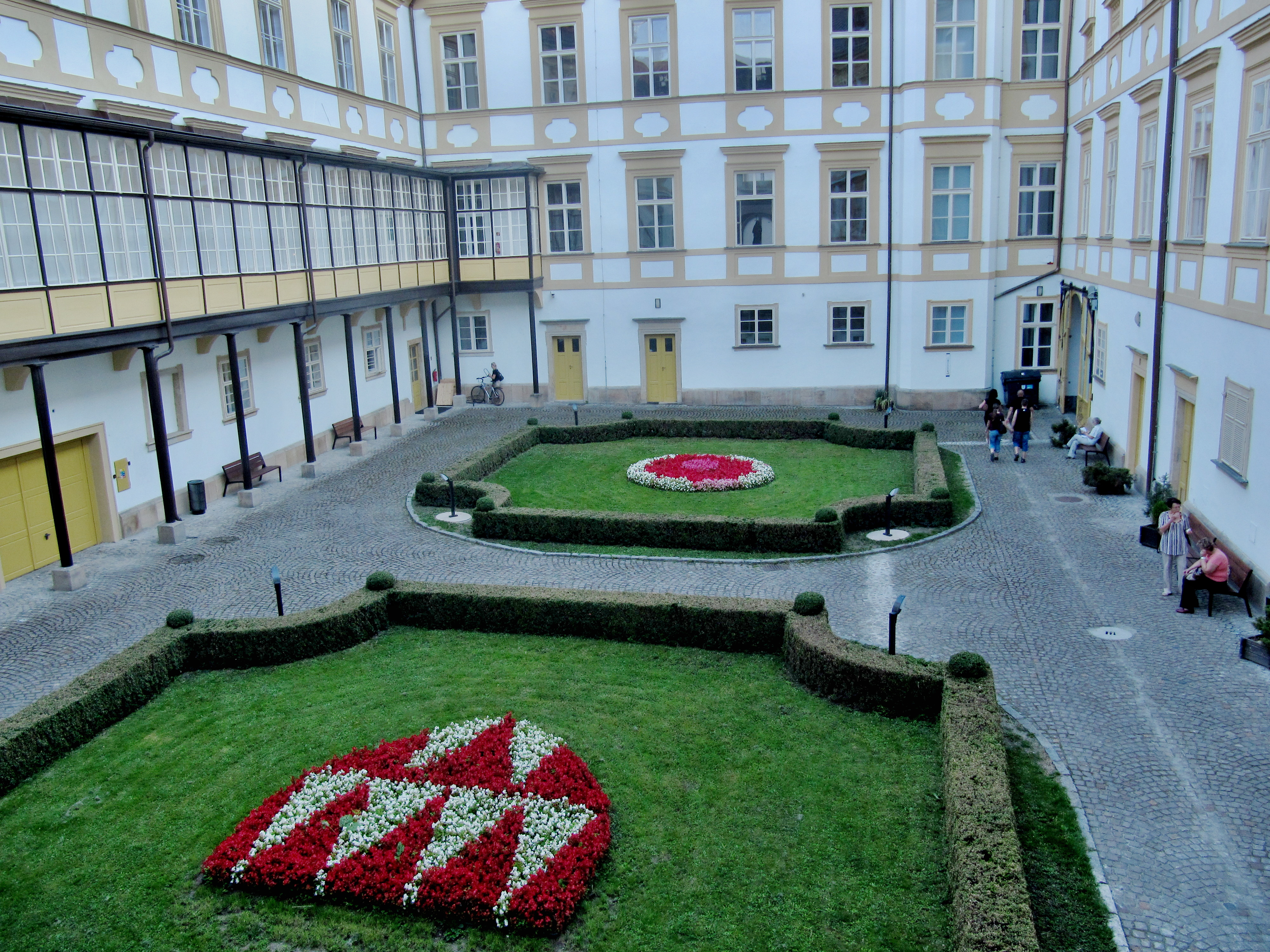
Nádvoří paláce

Na začátku prohlídky je na pravé stěně umístěna freska od Jano Köhlera s názvem Dobrý pastýř z roku 1927. Do prvního patra vede monumentální schodiště, které střeží dva lvi. V čele visí obraz Dobrého pastýře od Jano Köhlera z roku 1927.  Na stropě nad schodištěm vedoucím do prvního a druhého patra je sgrafitová výzdoba opět od Jano Köhlera.

### Předsálí
Na chodbě v prvním patře stojí sousoší věrozvěstů sv. Cyrila a Metoděje. Skulpturu vytvořil v roce 1840 český sochař Emanuel Max. Jedná se o první ztvárnění těchto dvou bratří v rozličných hábitech. Dříve všichni umělci vyobrazovali Cyrila s Metodem jako biskupy. Sochař Max ztvárnil Cyrila jako mnicha, zatímco Metoděje jako biskupa.
Napravo od sousoší je klausura, kde jsou Milosrdné sestry sv. Kříže, které se starají o chod části paláce. Jejich klausura se nachází v prvním patře východní části budovy.
Nalevo od sv. Cyrila a Metoděje je vstup do pracovních a soukromých prostor arcibiskupa. Tvoří je zejména sekretariát, přijímací pokoj, pracovna, jídelna a byt arcibiskupa.
Na chodbě se rovněž nachází dvě lunety vymalované Jano Köhlerem ve dvacátých letech 20. stol. Luneta nad vstupem do kanceláře arcibiskupa má vyobrazenou ženu s eucharistií a Ditrichštejnskou hrobku v Mikulově. Luneta nad vstupem do Jubilejní knihovny má ženu držící znak Olomouckého biskupství a následně biskupství používaný pravděpodobně od 16. stol. do roku 1924.
Na stejné chodbě je šest portrétů dcer Marie Terezie a podobizna Isabely Parmské, její snachy.
Nad schodištěm vedoucím do druhého patra se nachází nadživotní portréty Marie Terezie a jejího manžela Františka Štěpána Lotrinského. Napravo od nich je umístěn obraz Leopolda Podstatského, který byl v 18. stol. generálním vikářem olomouckého biskupství. Tomuto muži vděčíme za záchranu života jedenáctiletého Wolfganga Amadea Mozarta, který se při útěku ze Salcburku v roce 1767 nakazil neštovicemi. Leopold Podstatský ho ubytoval v současném Arcidiecézním muzeu a poskytl mu v průběhu půl roku služby svého lékaře.

### Jubilejní knihovna
V dalším sálu, v Jubilejní knihovně, která byla darována arcibiskupu Prečanovi k padesátému výročí v roce 1939 kněžského svěcení, se nachází na 12 tisíc svazků knih. Mobiliář vznikl pod vedením stolaře Františka Rajnocha v arcibiskupských dílnách. Levé dveře z knihovny vedou do Slavnostní dvorany, pravé dveře do Trůnního sálu.

### Slavnostní dvorana

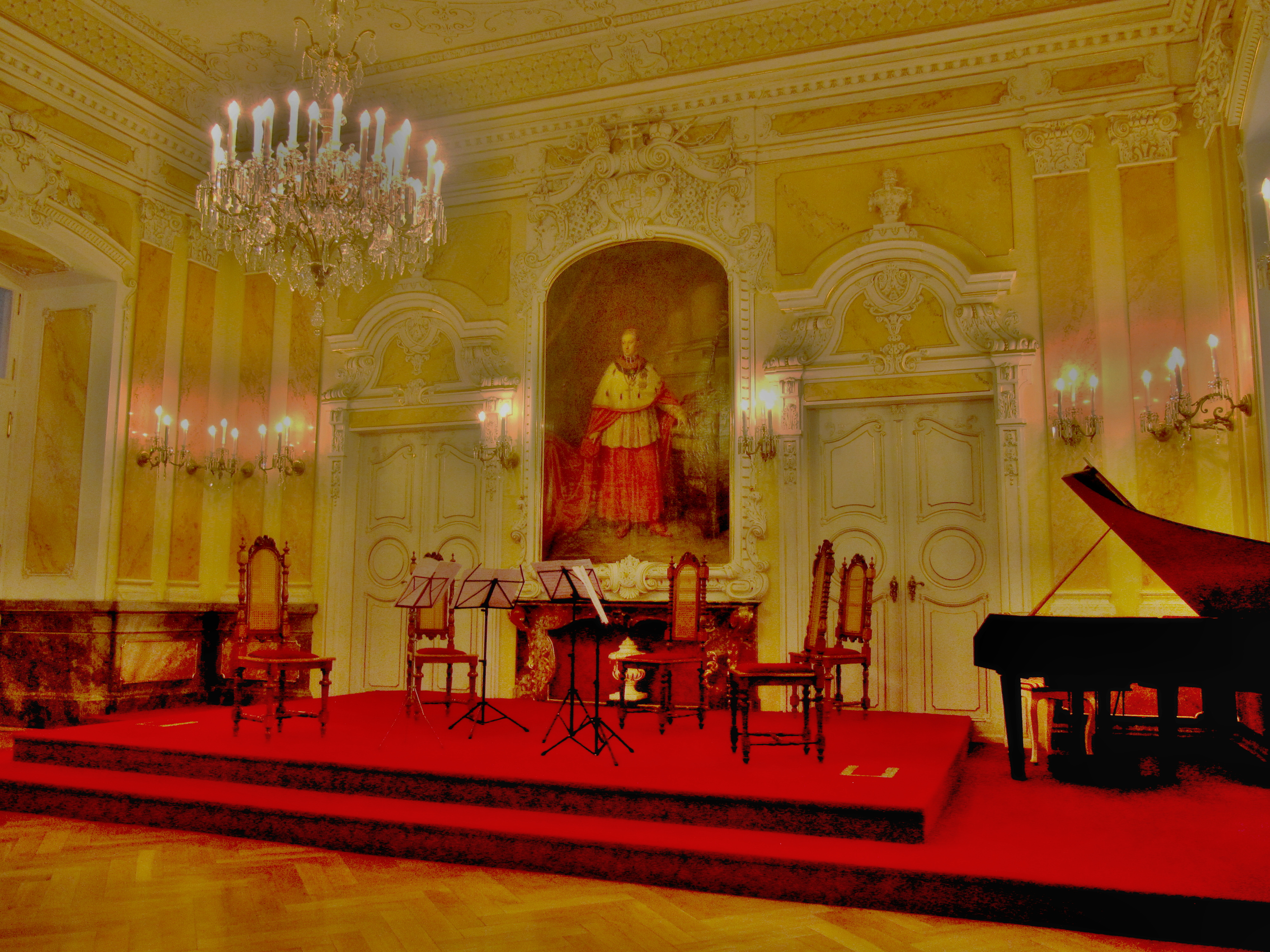
Slavnostní sál

Největší a nejhonosnější sál v celém Arcibiskupském paláci. Současná podoba má původ v roce 1906, kdy skončila rozsáhlá rekonstrukce po požáru, který zachvátil v roce 1904 nejen druhé patro paláce, ale také Slavnostní dvoranu v patře prvním. Opravy inicioval tehdejší kardinál František Saleský Bauer, výzdobu sálu provedl sochař a štukatér Josef Hladík.
V sále nacházíme troje falešné dveře, díky nimž je zachován symetrický vzhled sálu. Jedny dveře jsou umístěny po vstupu nalevo, další dvoje na protější straně sálu. V průběhu dvacátého století byly přidány ještě jedny dveře na levé straně, kde se nyní nachází sklad.
Po vstupu je nad krbem umístěn portrét kardinála Františka Saleského Bauera z roku 1916, tedy rok po jeho smrti, od autora Vincence Dlouhého. Na protější straně nacházíme portrét arcibiskupa Rudolfa Jana Habsbursko-Lotrinského. Štukový strop zdobí alegorie čtyř ročních období. Každou roční dobu symbolizují dva andílci: na jaře jsou obklopeni rozkvetlými květinami, v létě sečou srpem obilí, na podzim jsou obklopeni hroznovým vínem, v zimě se ohřívají u ohně.
V sále se pořádají koncerty vážné hudby, různá společenská setkání, konference, přednášky, rauty apod. Pravidelně se zde konají promoce absolventů některých fakult UP. Svoji řeč zde měl například Tomáš Garrigue Masaryk, Václav Havel či papež Jan Pavel II.

### Trůnní sál (Audienční sál)

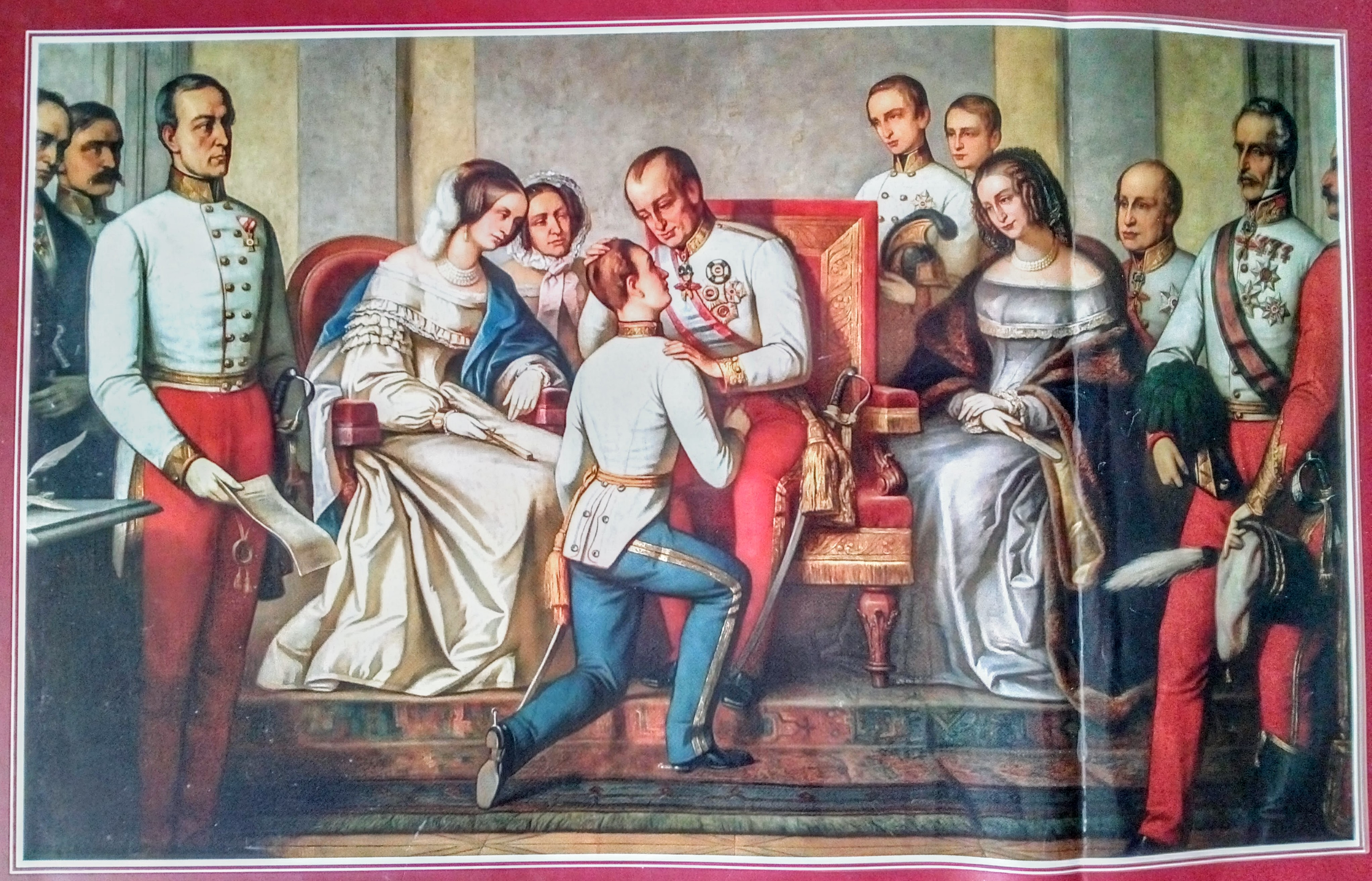
Nástup Františka Josefa I. na trůn

V tomto sále nastoupil na trůn František Josef I. Vládu převzal 2. prosince 1848 ve svých osmnácti letech od svého strýce Ferdinanda I. Dobrotivého, který zde abdikoval. Poněvadž ve Vídni, hlavním městě Rakouského císařství, probíhala revoluce, přemístil se celý císařský dvůr do Olomouce, kde mu arcibiskup poskytl útočiště. Právě v tomto sále proběhla výměna na trůnu, kterou v 70. letech 19. století namaloval olomoucký malíř Adolf Rabenalt.
Trůn, na kterém až do května roku 1849 vládl celému Rakouskému císařství nový císař František Josef I., se dnes nachází v Červeném sále. Zatímco v Trůnním sále je od 70. let 20. století umístěn trůn pocházející ze zámku Jánský vrch v Javorníku - letního sídla vratislavských biskupů.
V pravém rohu sálu se nachází busta Františka Josefa I. z roku 1898, vyhotovená k 50. výročí nástupu císaře na trůn. Výzdoba sálu je klasicistní a pochází z 19. stol.

### Zlatý salónek
Malý Zlatý salónek je poslední místnosti původní renesanční budovy. Jde o malý pokoj, který je pokryt brokátovými tapetami, jež jsou prošívané zlatými nitěmi. V místnosti se nachází významné sbírky skla, keramiky a porcelánu, mimo jiné také skleněné číše z poloviny 16. století a habánská keramika z konce 17. století. Najdeme zde také kamna s otvorem umístěným ve zdi a přístupným z nádvoří v přízemí. Skrz 2 metry tlustou zeď, která původně ukončovala budovu, nyní vede průchod do dalšího pokoje nacházejícího se v barokní přístavbě - do "Červeného" (Přijímacího) pokoje. V téže zdi je vybudována malá kaple, která byla objevena při rekonstrukci paláce v 80. letech 20. století. V kapli visí obraz Panny Marie s Ježíškem a svatou Kateřinou od italského malíře Federica Barocciho. Kaple dříve sloužila jako soukromý prostor pro modlitby ubytovaných hostů (včetně Marie Terezie).

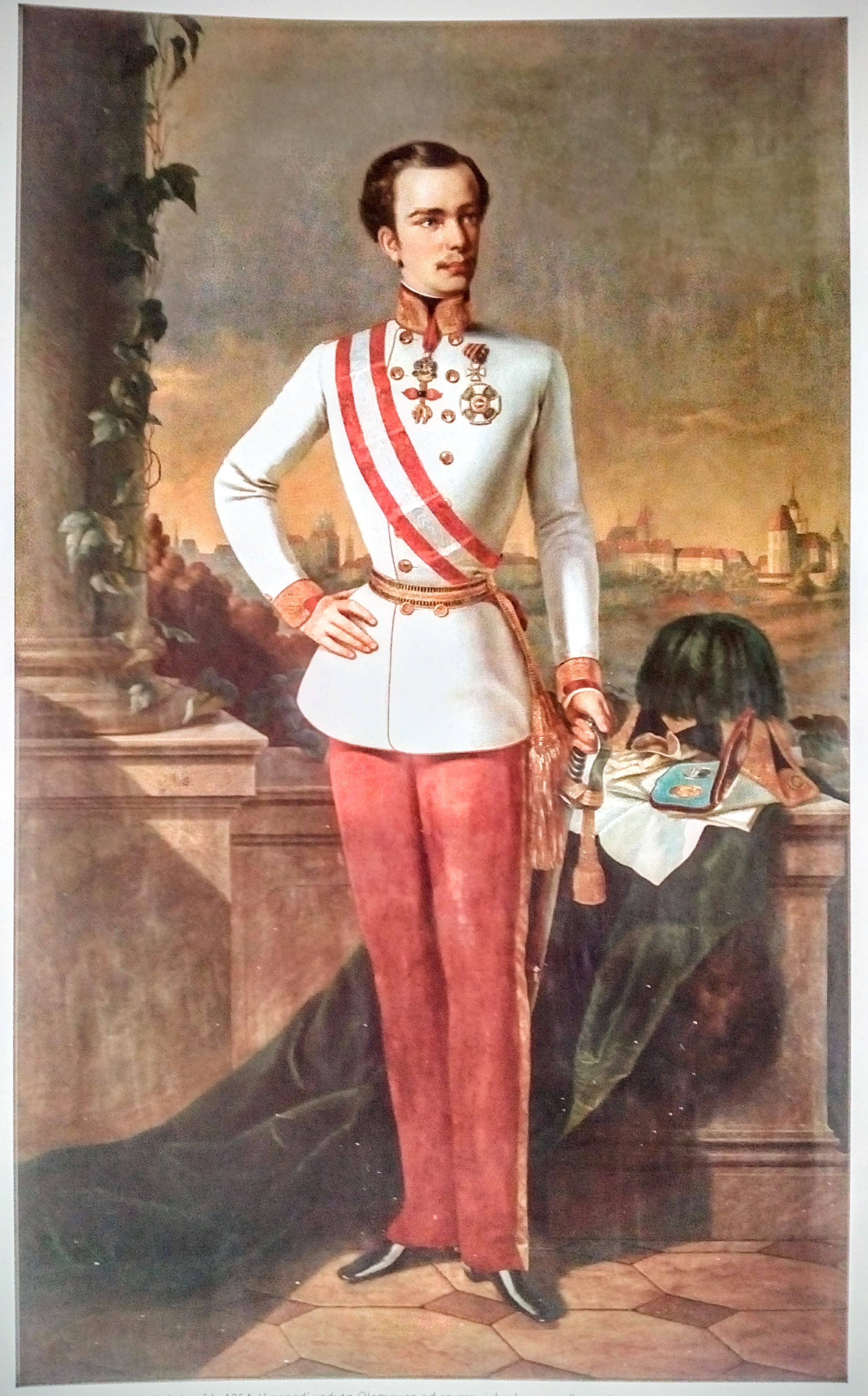
Mladý František Josef I.

### Červený (Přijímací či Císařský) salónek
Červený salóne dříve sloužil jako místnost pro ubytování významných hostů na návštěvě u arcibiskupa. Jako poslední zde nocovala Marie Terezie se svým manželem v polovině 18. století. Po jejich odjezdu byla zazděna malá kaple a pokoj byl přestavěn do konferenčního salónku. Stěny byly potaženy červenými papírovými tapetami (po rekonstrukci brokátové) a za účelem lepšího prosvětlení místnosti zde byla umístěna čtyři veliká skládaná zrcadla. Za opravami stojí tehdejší kardinál Ferdinand Troyer.
V roce 1805 se zde sešli rakouský císař František II. a ruský car Alexandr I. Ti se zde radili o strategii proti Napoleonu Bonaparte, zda ho nechají přitáhnout k Olomouci, nebo zda se s ním střetnou mimo Olomouc. Nakonec se setkali u Slavkova v Bitvě tří císařů.
V současnosti se zde nachází historický nábytek spolu s různými vzácnými vázami, které byly dány olomouckým arcibiskupům jako dar, např. alabastrová váza. Na levé stěně je pověšen obraz mladého Františka Josefa I. v oděvu římských císařů, tj. z období jeho nástupu na trůn. Obraz byl však malován až v roce 1854 vídeňským malířem Antonem Einslem.

### Zelený salón
Salónek se opět jmenuje podle barvy tapet. Pokoj, do kterého vede vchod z Červeného salónku i ze schodiště ze dvora, sloužil jako místnost pro ubytování významných hostů, poté co byl přestavěn Červený salónek z ubytovacího na konferenční pokoj. Posledním, kdo zde přespal v roce 1947 byl tehdejší prezident Edvard Beneš, když přijel do Olomouce na slavnostní obnovení Univerzity Palackého (ta svůj provoz zahájila však již v předešlém roce).
Postel z druhé poloviny 19. století budí dojem, že je krátká, avšak jedná se o optický klam. Jen samotná matrace je dlouhá 213 cm. Vedle sedací soupravy, na které odpočíval například prezident Václav Havel, je pamětní deska, připomínající podepsání tzv. Olomoucké punktace v listopadu roku 1850. Pod pamětní deskou se nachází stolní hodiny ze sbírky arcibiskupa Cyrila Stojana.

### Rokokový kabinet
Vedle Zeleného salónku je umístěna malá místnost, která sloužila olomouckým biskupům jako pracovna. Kabinet má rokokovou výzdobu a ze stejného uměleckého období pochází rohová kamna, která jsou vytvarována do podoby Rohu hojnosti. Vedle kamen je umístěna stará ruční kalkulačka z počátku 20. století. Na protější stěně nacházíme falešné dveře, se zrcadlem, které budí dojem delší místnosti. Před zrcadlem je položena kůže ledního medvěda dovezeného jako dar biskupovi od císaře Alexandra I. Medvěd byl dovezen jako medvídě a byl chován na jednom z biskupských hradů (traduje se, že na Hukvaldech), po jeho uhynutí byl vypreparován a umístěn jako kobereček. V místnosti se nachází předměty denní potřeby z 19. století (psací stroje, počítadlo).

### Výstavní místnost
Za Zeleným salónkem se nachází malá místnost, která dříve sloužila jako sociální zařízení pro hosty v Zeleném salónku. Odsud vede schodiště dolů na dvůr. Nyní tato místnost slouží pro sezónní výstavy.

### Kaple
V paláci se nachází dvě kaple. Nejstarší, tzv. biskupská, se nachází ve druhém patře a je jednou z mála místností s dochovanou barokní štukovou výzdobou stropů. V prvním patře je zase kaple v klausuře Kongregace Milosrdných sester sv. Kříže, která byla vystavěna arcibiskupem Bedřichem Fürstenbergem. Obě kaple jsou běžně veřejnosti nepřístupné, biskupskou kapli je možno navštívit pouze během pravidelných bohoslužeb nebo při výjimečných příležitostech (např. Noc kostelů).

## Galerie

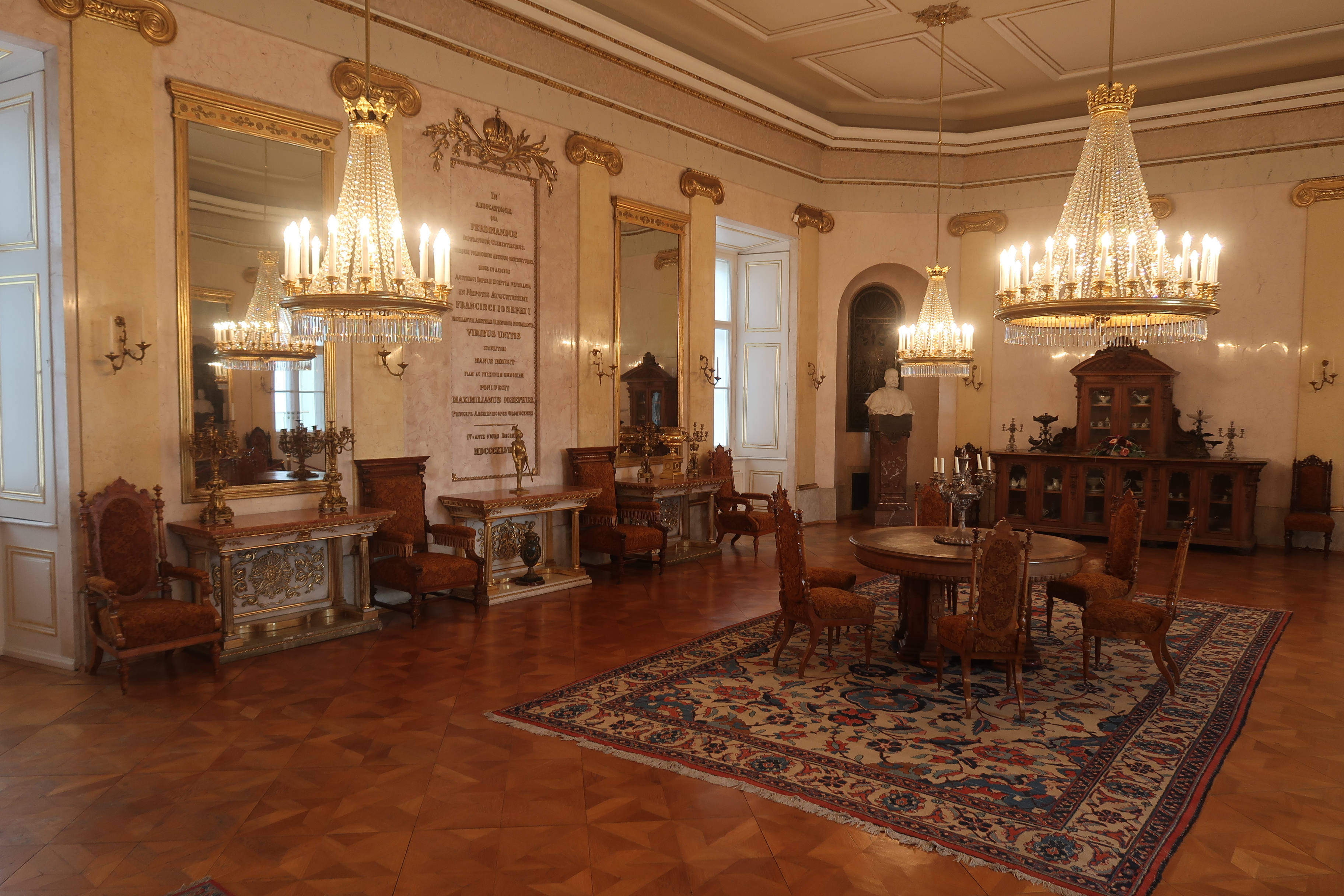
Trůnní sál
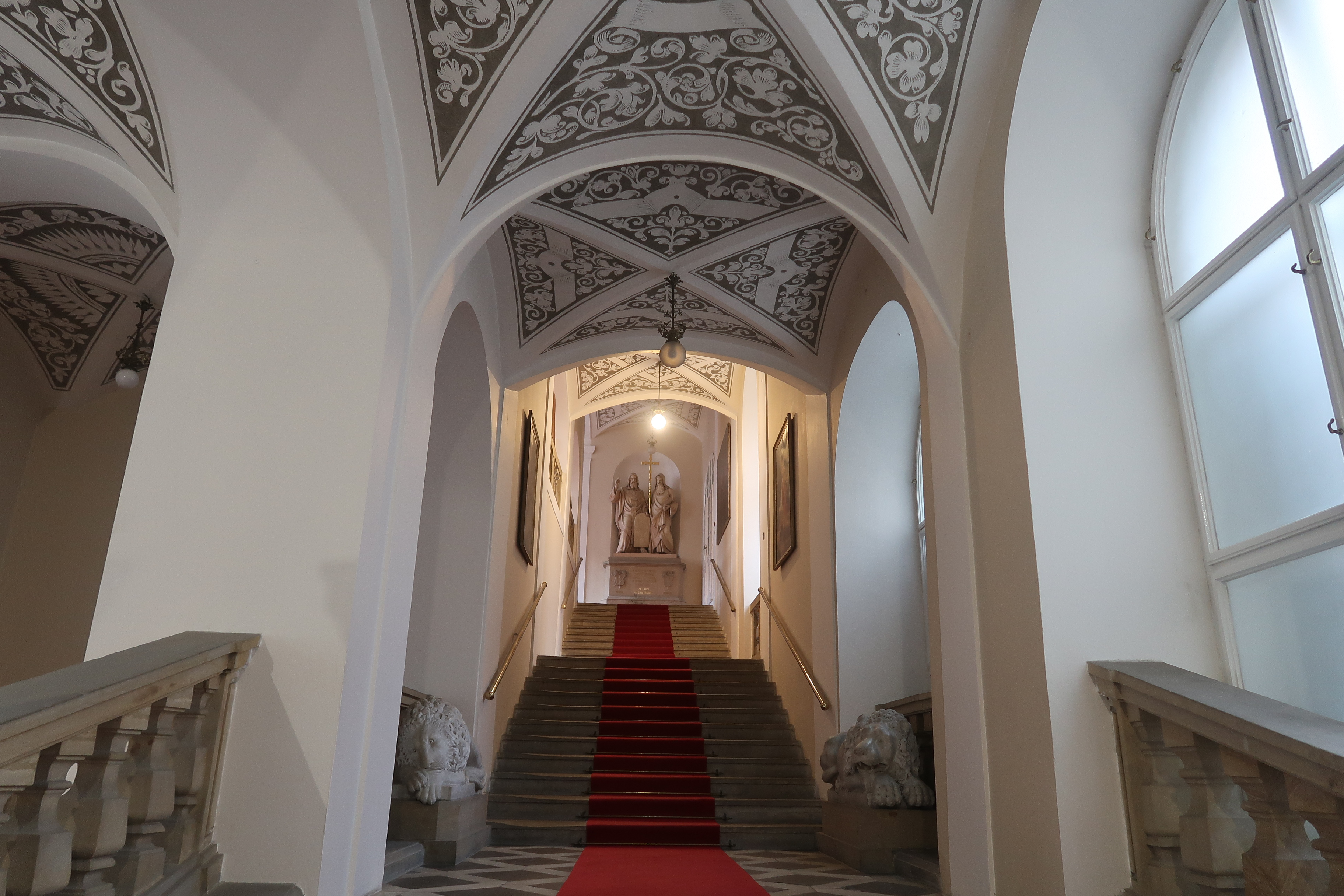
Schodiště se sousoším sv. Cyrila a Metoděje
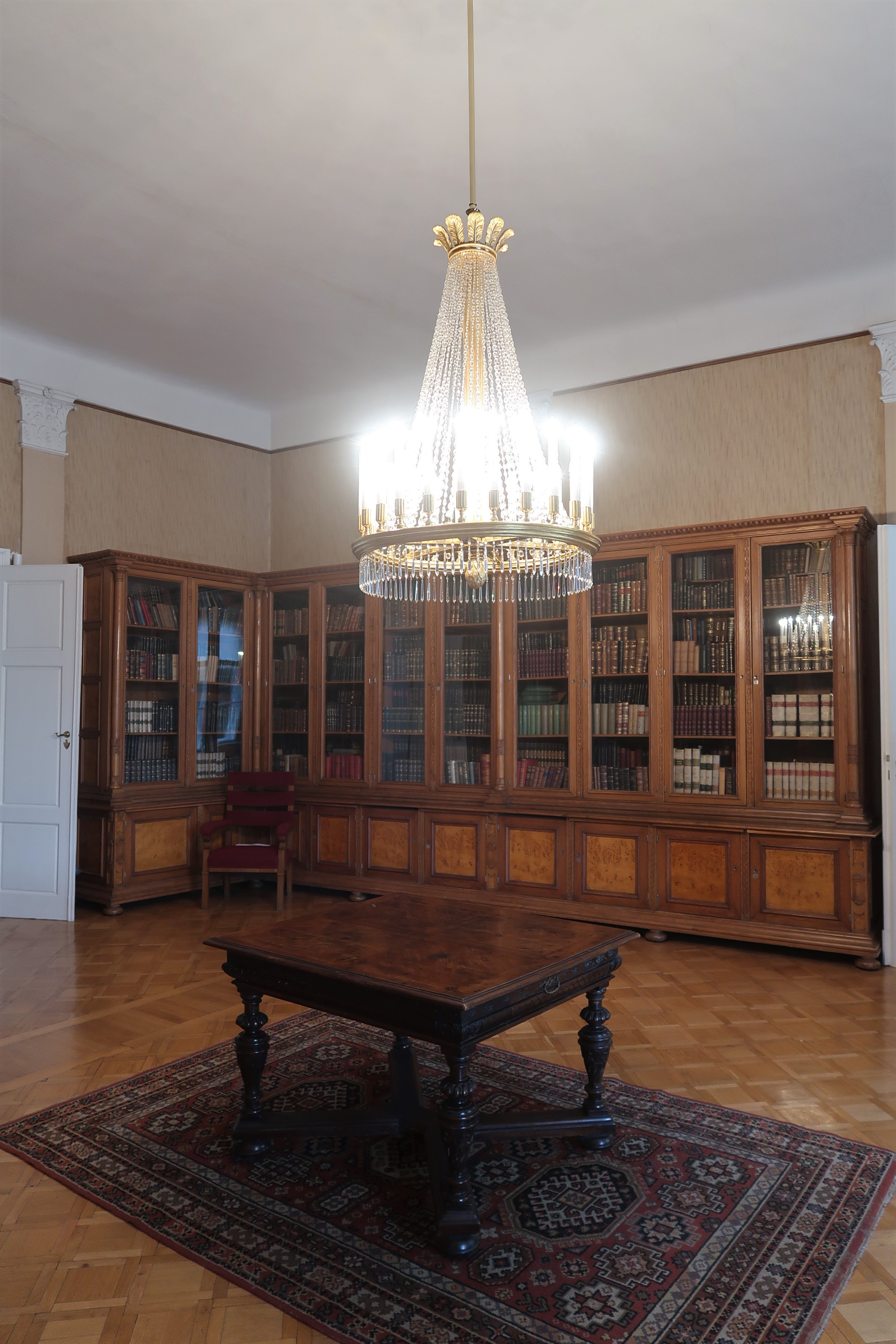
Jubilejní knihovna
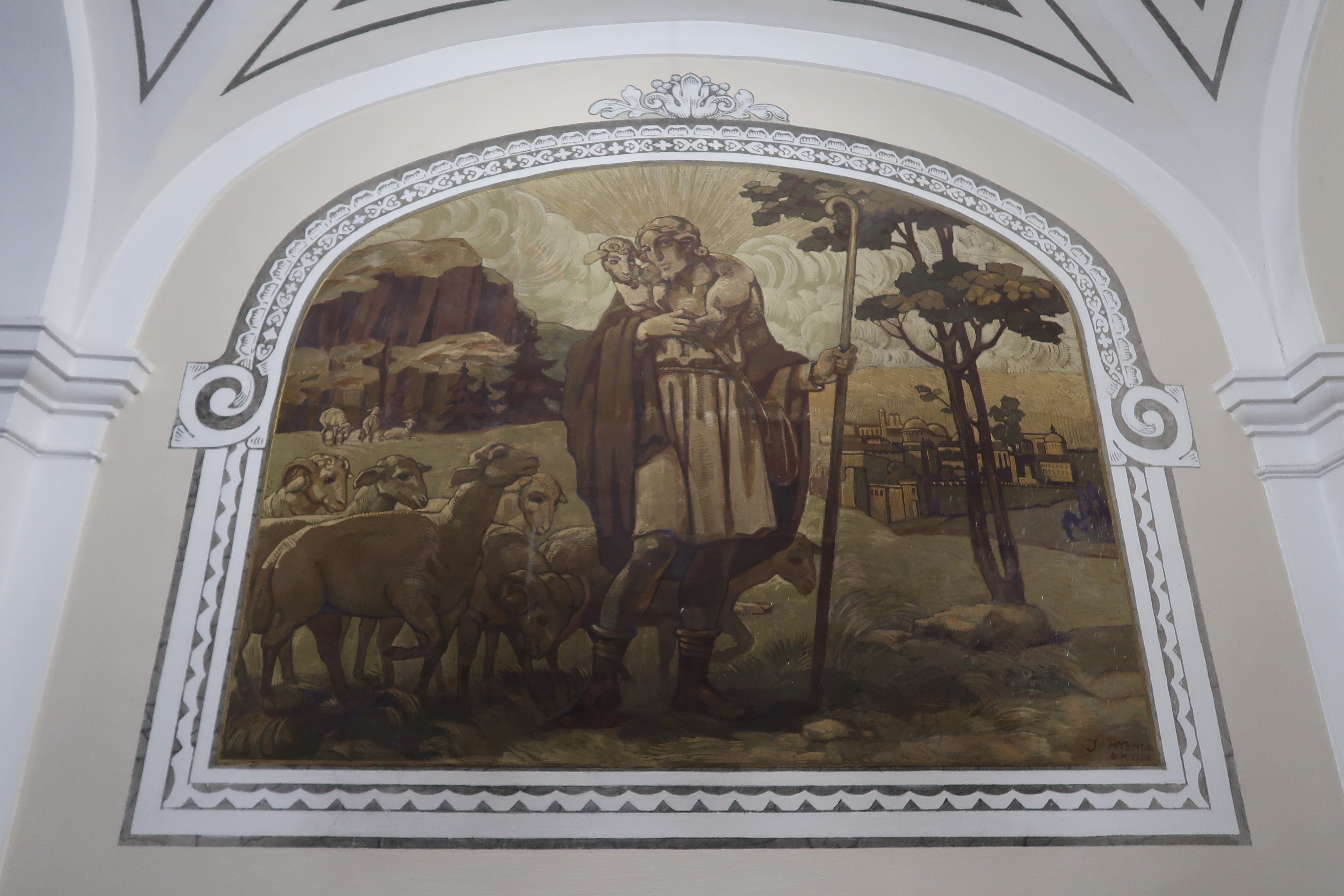
Freska Dobrý pastýř (Jano Köhler, 1927) pod schodištěm
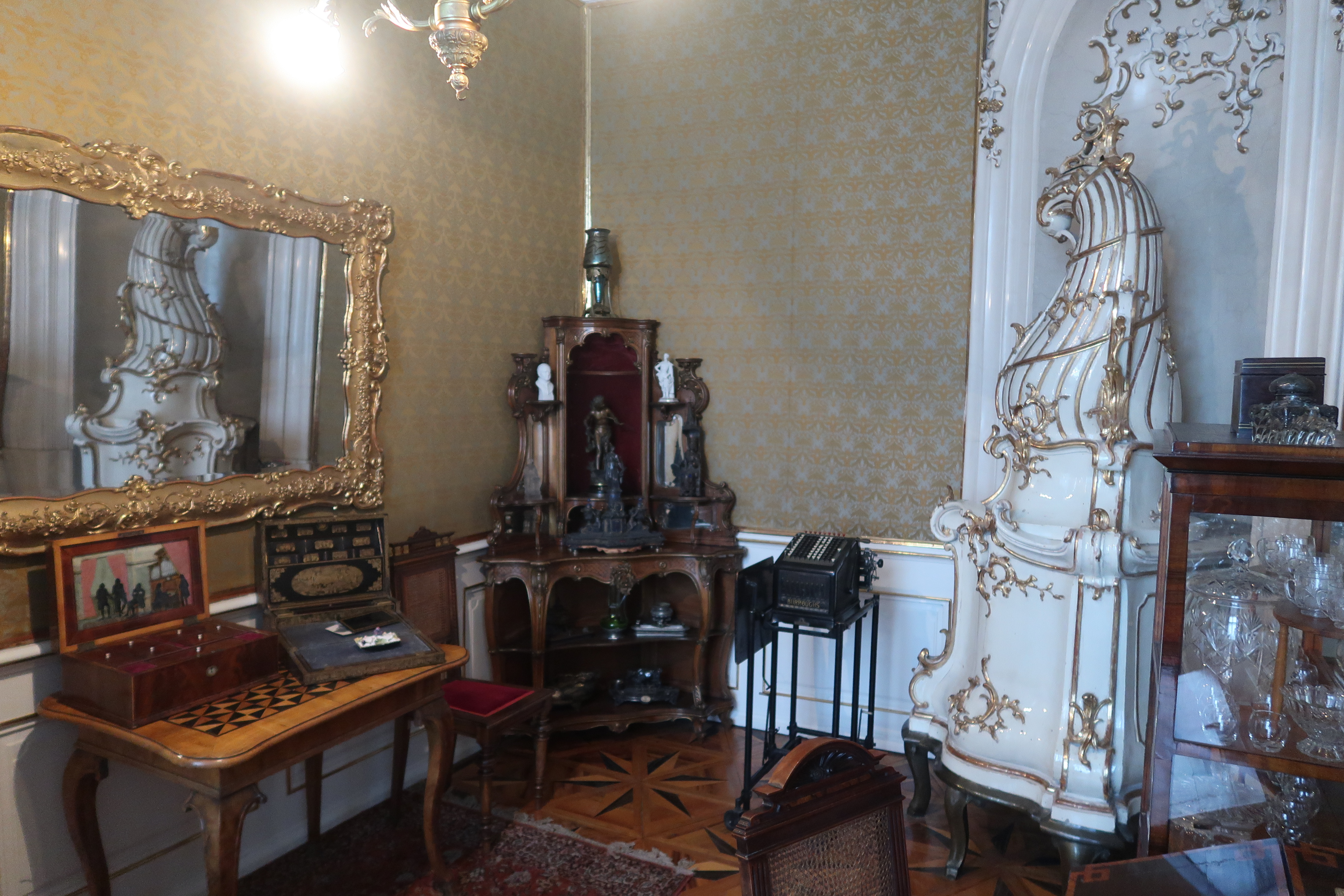
Rokokový kabinet
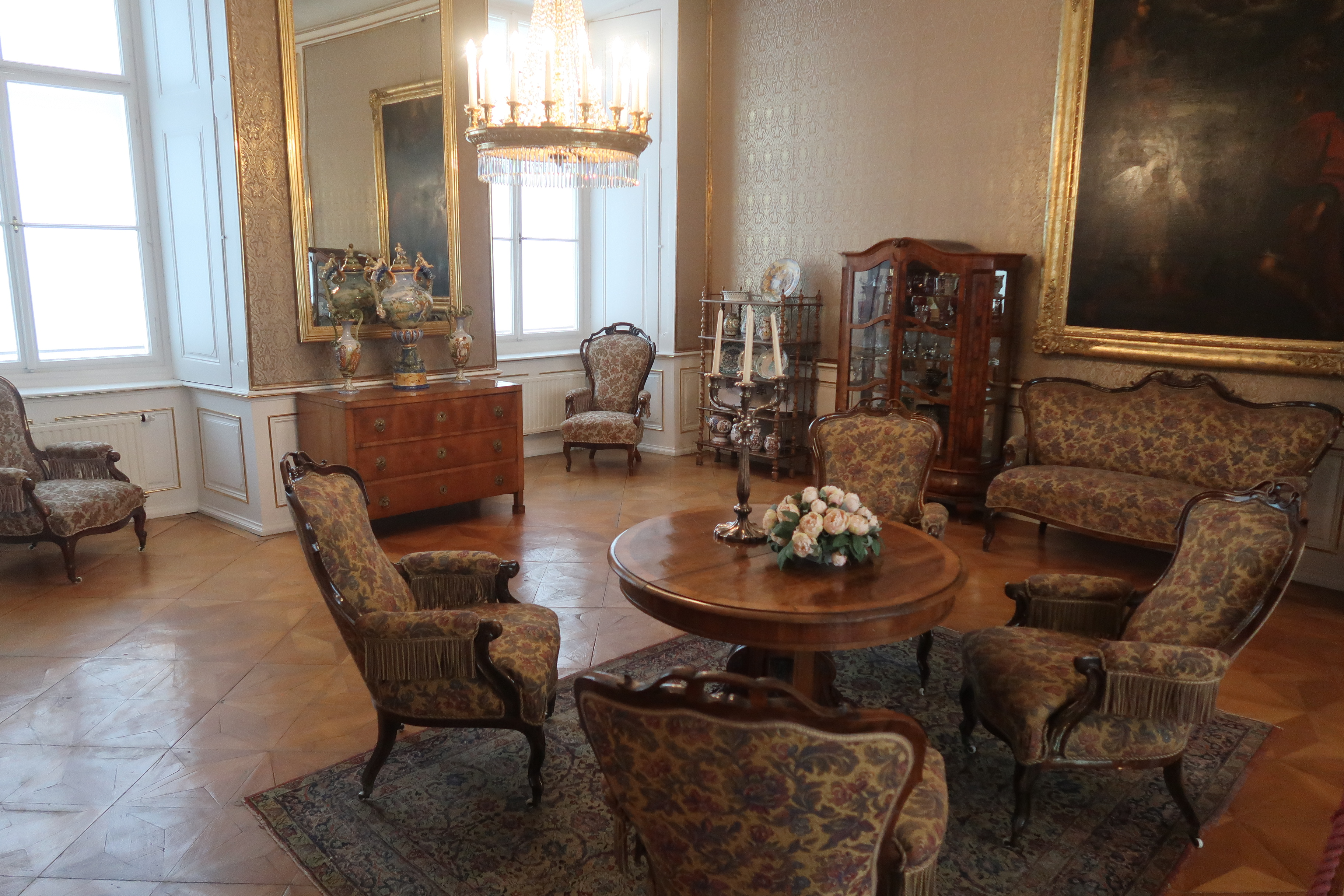
Zlatý salón
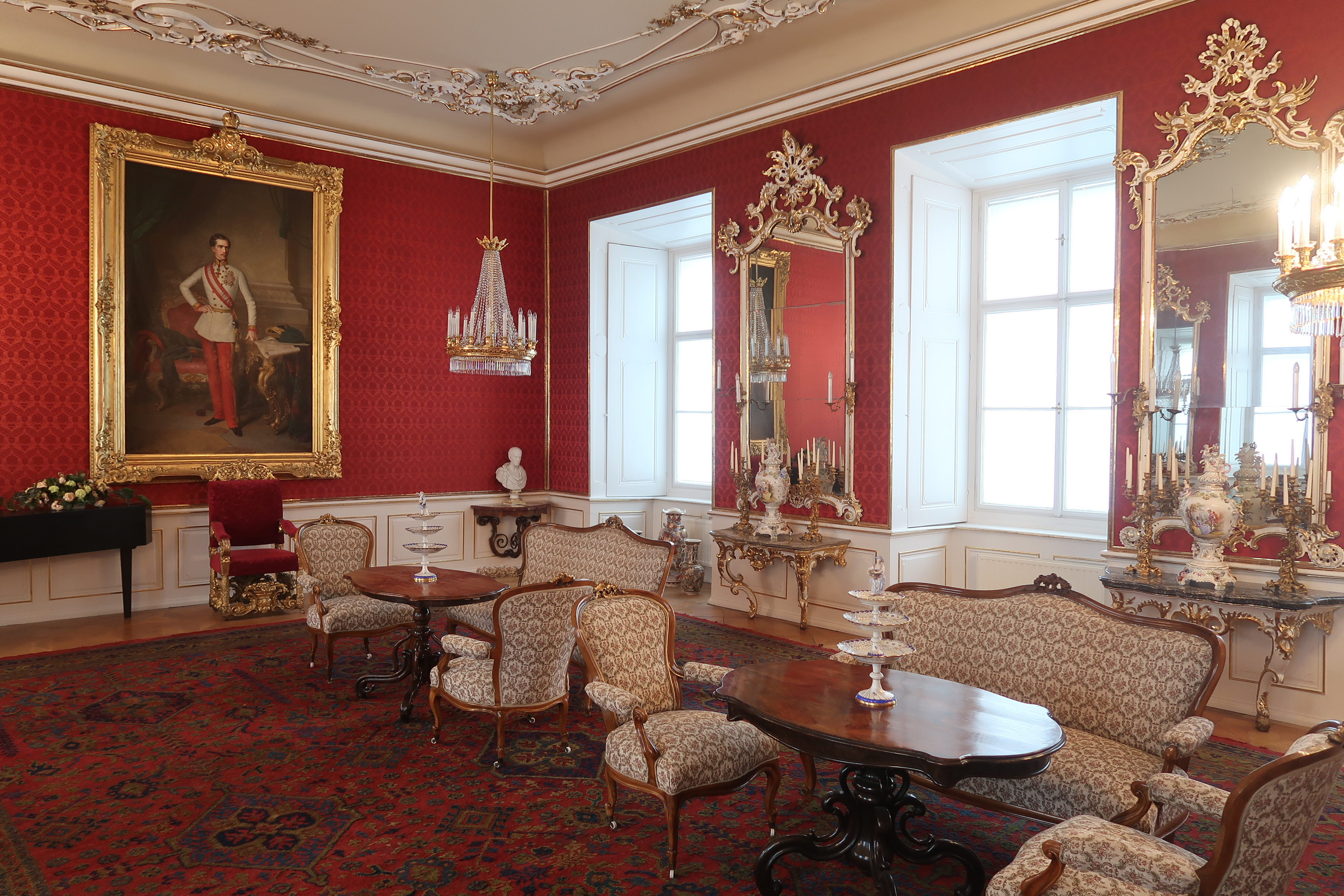
Červený salón s portrétem císaře Františka Josefa
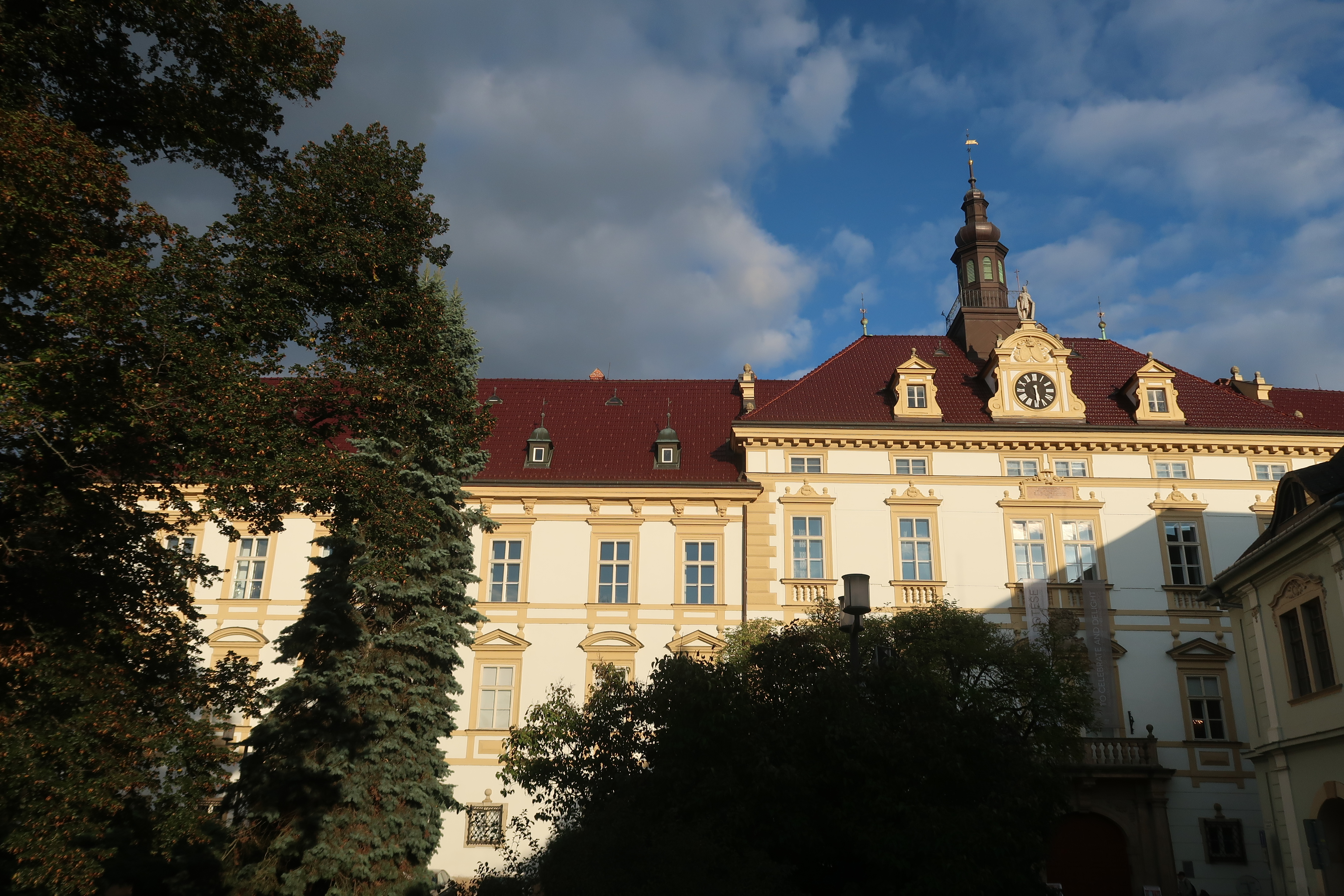
Hlavní průčelí paláce z Biskupského náměstí
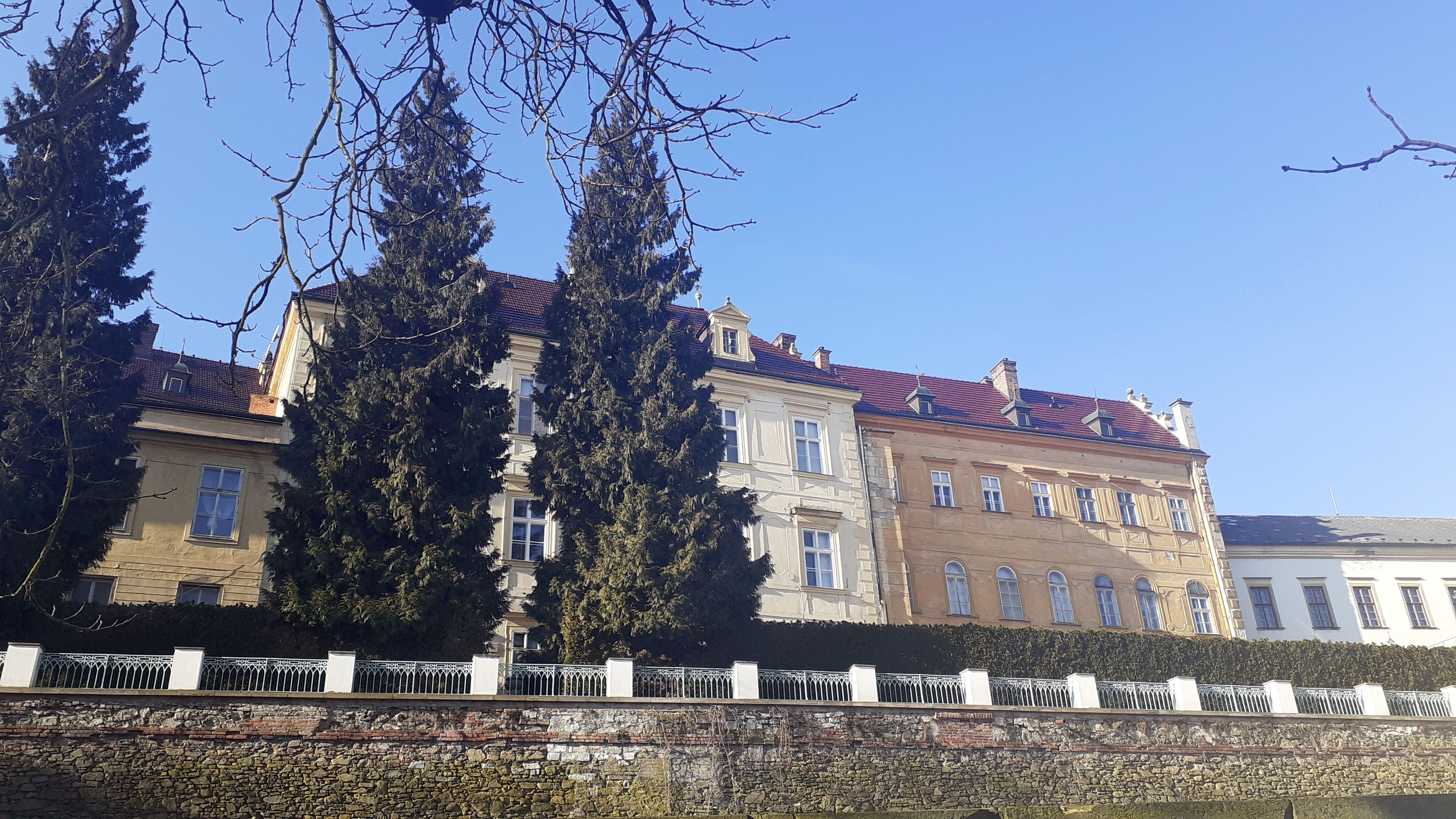
Zadní trakt arcibiskupského paláce (pohled od Bezručových sadů)